# José Laiolo
José Laiolo (Rosario, Argentina) fue un futbolista argentino que se desempeñaba como delantero. Fue el autor de 2 de los 3 goles con los que Rosario Central derrotó 3 a 1 a Racing Club de Avellaneda en la final de la Copa Dr. Carlos Ibarguren de 1915 ganada por el club centralista, lo cual le otorgó el título de Campeón Argentino de aquel año a Rosario Central.
Años más tarde jugó para River Plate, donde fue campeón de la Primera División en 1920.

## Clubes
| Club            | País      | Año         |
| --------------- | --------- | ----------- |
| Rosario Central | Argentina | 1915 - 1916 |
| Atlanta         | Argentina | 1917        |
| River Plate     | Argentina | 1918 - 1920 |
| Atlanta         | Argentina | 1921        |

## Selección nacional
Integró la selección argentina entre 1916 y 1919, con cinco encuentros diputados y dos goles anotados. Integró el plantel que disputó el Campeonato Sudamericano 1919, donde finalizó tercero.

### Participaciones en la Selección Argentina
| Copa                            | Sede      | Resultado     | Partidos | Goles |
| ------------------------------- | --------- | ------------- | -------- | ----- |
| Copa Lipton 1916                | Argentina | Campeón       | 1        | 1     |
| Copa Premio Honor Uruguayo 1918 | Uruguay   | Subcampeón    | 2        | 0     |
| Campeonato Sudamericano 1919    | Brasil    | Tercer puesto | 1        | 0     |
| Copa Roberto Cherry 1919        | Brasil    | 3 a 3         | 1        | 1     |

## Palmarés

### Torneos nacionales oficiales

#### Con Rosario Central
- Copa Dr. Carlos Ibarguren (1): 1915[4]
- Copa de Honor (1): 1916
- Copa de Competencia Jockey Club (1): 1916

#### Con River Plate
- Primera División de Argentina (1): 1920[5]

### Torneos locales oficiales

#### Con Rosario Central
- Liga Rosarina de Fútbol (2): 1915 y 1916
- Copa Damas de Caridad (2): 1915 y 1916

### Torneos internacionales

#### Con la Selección Argentina
- Copa Lipton (1): 1916